# Alesis

Firmenlogo von Alesis

Alesis ist ein US-amerikanischer Hersteller von Audiogeräten wie Synthesizern, Drumcomputern, Signalprozessoren, Verstärkern, Rekordern, Mixern und Lautsprechern.

## Geschichte
Das Unternehmen Alesis wurde 1984 von Keith Barr in Hollywood, Kalifornien gegründet. Nach recht schnellen kommerziellen Erfolgen wurde ein großes Geschäftsgebäude in Santa Monica bezogen. Anfang des Millenniums geriet Alesis in finanzielle Schwierigkeiten und beantragte das Insolvenzverfahren nach Chapter 11. 2001 wurde Alesis von Numark übernommen und gehört heute zu inMusic Brands.

## Produkte

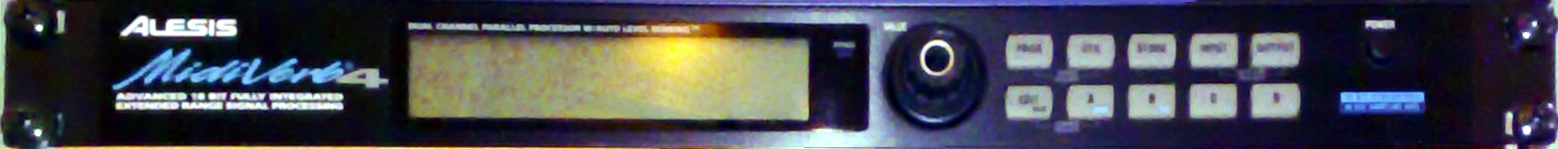
Alesis MidiVerb4

Bei den ersten Produkten, die Alesis auf den Markt brachte, handelte es sich um digitale Effektgeräte zur Erzeugung von Hall, Echo und anderen Klangeffekten und sie waren die ersten professionellen Geräte weltweit mit 16-Bit-Prozessoren für unter 1000 US-Dollar. Bekannte Geräte sind beispielsweise XT Digital Reverb, MidiVerb und QuadraVerb, die in mehreren aufeinanderfolgenden und jeweils verbesserten Versionen hergestellt wurden. Die Effektgeräte wurden besonders aufgrund ihres außergewöhnlich günstigen Preis-Leistungs-Verhältnisses populär. Alesis baute in dieser ersten Phase des Unternehmens auch Hardware-Sequencer (MMT-8) sowie Drumcomputer (HR-16), die dem gleichen Prinzip folgten: Viele Features für vergleichsweise wenig Geld, was teils durch die Herstellung der Geräte in Fernost ermöglicht wurde. Zum Produktkatalog zählten dann auch rasch Mischpulte und Studio-Monitore.

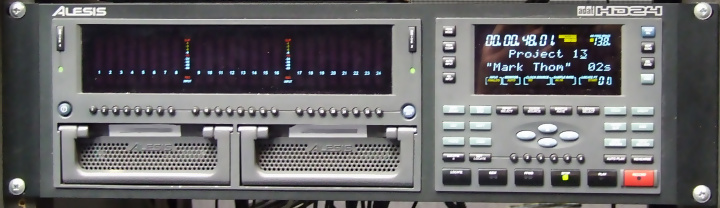
Alesis HD24: digitaler Mehrspurrekorder mit Festplatte

Zu Beginn der 1990er-Jahre gelang dem Unternehmen mit der Entwicklung des digitalen Mehrspur-Bandgerätes Alesis Digital Audio Tape (ADAT) (Basis: S-VHS) ein ganz besonderer internationaler Erfolg. Die Maschine verbesserte die Arbeit in den Tonstudios gegenüber den bisherigen analogen Mehrspurbandmaschinen zumindest hinsichtlich des Anschaffungspreises und wurde damit zeitweilig, neben Tascam (DA-88), zum Studiostandard für digitale Mehrspuraufnahmen. Aufgrund des damals sensationell günstigen Preises konnten sich somit auch Projektstudios und Homerecording-Studios professionelle Aufnahmetechnik anschaffen. Dabei wurden Technologien wie ADAT Optical und ADAT Sync entwickelt, die auch heute noch als technische Standards für Studio-Elektronik zum Einsatz kommen. Die besonderen Vorteile des ADAT: preiswertes Bandmaterial, kompaktes Gehäuse, mehrere ADATs können miteinander verbunden und synchronisiert werden, geringe Verschleißerscheinungen und kaum Pflegeaufwand. In der Zwischenzeit wurde dieses System jedoch von Computersystemen für Audio-Recording mehr oder weniger flächendeckend abgelöst.

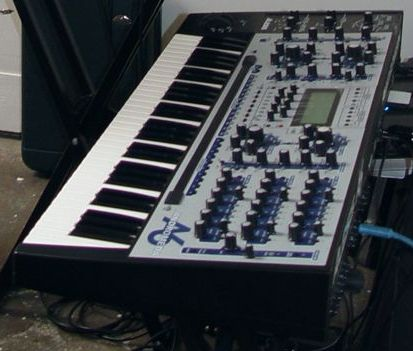
Alesis Andromeda A6 (side)

Weitere bekannte Produkte sind der Analogsynthesizer Andromeda A6 und das airFX, ein Effektinstrument, sowie sein tonerzeugendes Pendant airSynth, wobei die beiden letztgenannten einen Designpreis erhielten. Ebenfalls populär wurde die QS-Serie (QS-6/QS-7/QS-8), die auch als „x.1 x.2“-Versionen und wegen ihrer Klangvielfalt bei dennoch moderaten Preisen sehr beliebt bei Studio- und Livemusikern waren und es immer noch sind. Begonnen hatte der Synthesizerbau mit dem Quadrasynth, entworfen von Marcus Reyle, der sich mit seiner Firma Fast Forward Design bereits in den 80er und 90er Jahren einen Namen gemacht hat.

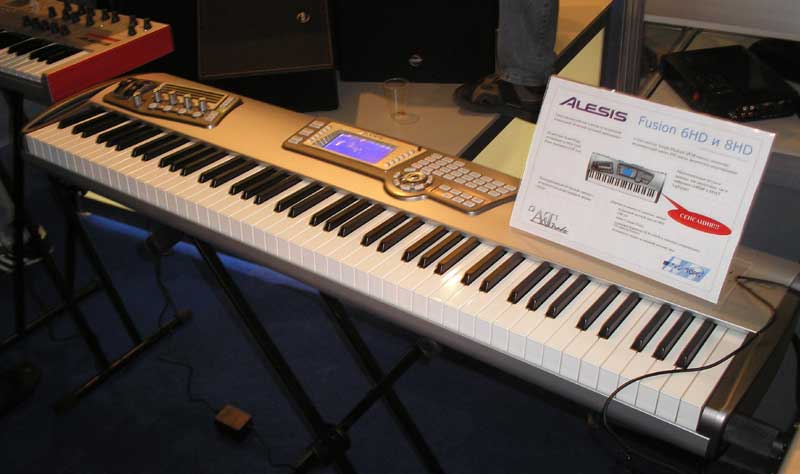
Alesis Fusion HD8

2005 brachte Alesis die Synthesizer-Workstation Fusion in den Varianten 6HD und Fusion 8HD auf den Markt. Durch diese relativ preisgünstigen und besonders reichhaltig ausgestattete Synthesizer-Workstation mit mehreren Tonerzeugungsverfahren, integriertem Sampleplayer und Audio-Recorder knüpfte Alesis an die ursprüngliche Unternehmensidee an und hat sich damit ein weiteres Mal einen Namen in der Keyboardwelt gemacht. In Deutschland floppte diese Workstation mangels Nachfrage einer dafür benötigen Musikerklientel, in anderen Ländern wie USA, Großbritannien, Skandinavien und vielen weiteren jedoch ist diese Workstation außerordentlich beliebt und wird kontinuierlich mit Erweiterungspaketen (Presets, Sample Libraries) ausgerüstet.
Zu der jüngeren Produktpalette von Alesis gehören:
- Masterkeyboards
- Rekorder
- Synthesizer
- Drumcomputer (unter anderem der SR-16, der Nachfolger des HR-16)
- E-Drums
- Signalprozessoren
- Mischpulte
- Studioverstärker
- Studiomonitore